# Hirky (rejon łebedynski)
Hirky (ukr. Гірки) – wieś na Ukrainie, w obwodzie sumskim, w rejonie łebedynskim. W 2001 roku liczyła 86 mieszkańców.